# 버닝의 수상 및 후보 목록
다음은 2018년에 개봉한 이창동 감독의 영화 《버닝》의 수상 및 후보 목록이다.
이 작품은 무라카미 하루키의 단편소설 《헛간을 태우다》를 원작으로 하고 윌리엄 포크너의 단편소설 《헛간 방화(Barn Burning)》를 모티프로 하여 오정미, 이창동이 각본을 쓴 영화다. 유아인, 스티븐 연, 전종서 등이 출연하였으며 홍경표가 촬영, 모그가 음악, 신점희가 미술을 맡았다.
제71회 칸 영화제 경쟁부문에 진출하여 2018년 5월 16일 뤼미에르 대극장에서 세계 최초로 상영되었다. 같은 해 5월 17일 대한민국에서 개봉하고, 8월 29일 프랑스, 10월 26일 북아메리카 지역(미국, 캐나다), 2019년 2월 1일 일본 등에서 개봉했다. 제91회 아카데미 시상식의 외국어 영화상 후보를 위한 한국의 출품작으로 선정되었고, 2018년 12월 17일 한국 영화로는 최초로 1차 후보에 올랐다.

## 수상 및 후보

### 2018년
| 시상식                                              | 상                                                       | 수상/후보자(작) | 결과 | 출처          |
| --------------------------------------------------- | -------------------------------------------------------- | --------------- | ---- | ------------- |
| 제71회 칸 영화제                                    | 황금종려상 (공식 경쟁)                                   | 버닝 (이창동)   | 후보 | [ 1 ] [ 2 ]   |
| 제71회 칸 영화제                                    | 국제비평가연맹(FIPRESCI)상 경쟁 부문                     | 버닝 (이창동)   | 수상 | [ 1 ] [ 2 ]   |
| 제71회 칸 영화제                                    | 벌칸상                                                   | 신점희(미술)    | 수상 | [ 1 ] [ 2 ]   |
| 인터내셔널 시네필 소사이어티(ICS) 칸 어워즈         | 황금종려상                                               | 버닝 (이창동)   | 수상 | [ 3 ]         |
| 제36회 뮌헨 영화제                                  | ARRI/OSRAM 상 (시네마스터즈 경쟁)                        | 버닝 (이창동)   | 후보 | [ 4 ]         |
| 제9회 월드 시네마 암스테르담                        | 월드 시네마 암스테르담 심사위원상 (경쟁 부문)            | 버닝 (이창동)   | 후보 | [ 5 ]         |
| 제2회 신필름 예술영화제                             | 신상옥 감독 상                                           | 이창동          | 수상 | [ 6 ]         |
| 제20회 필름 바이 더 씨 국제 영화제                  | 영화와 문학 상 (메인 프로그램)                           | 버닝 (이창동)   | 후보 | [ 7 ]         |
| 제20회 필름 바이 더 씨 국제 영화제                  | 청년 심사위원(Youth Jury) 상                             | 버닝 (이창동)   | 후보 | [ 7 ]         |
| 제15회 제임슨 시네페스트 - 미슈콜츠 국제 영화제     | 에메릭 프레스버거 상 (국제 장편 경쟁)                    | 버닝 (이창동)   | 후보 | [ 8 ] [ 9 ]   |
| 제25회 아다나 국제 영화제                           | 골든 볼(Golden Boll) 국제 최우수 작품상 (국제 장편 경쟁) | 버닝 (이창동)   | 수상 | [ 10 ] [ 11 ] |
| 제34회 하이파 국제 영화제                           | 카르멜 상 (카르멜 국제 경쟁)                             | 버닝 (이창동)   | 후보 | [ 12 ]        |
| 제39회 마나키 브라더스 국제 촬영감독 영화제         | 황금 카메라 300 상 (카메라 300 경쟁)                     | 버닝 (홍경표)   | 수상 | [ 13 ]        |
| 제27회 부일영화상                                   | 최우수 작품상                                            | 버닝            | 후보 | [ 14 ]        |
| 제27회 부일영화상                                   | 감독상                                                   | 이창동          | 수상 | [ 14 ]        |
| 제27회 부일영화상                                   | 남우주연상                                               | 유아인          | 후보 | [ 14 ]        |
| 제27회 부일영화상                                   | 남우조연상                                               | 스티븐 연       | 후보 | [ 14 ]        |
| 제27회 부일영화상                                   | 신인여자연기자상                                         | 전종서          | 후보 | [ 14 ]        |
| 제27회 부일영화상                                   | 각본상                                                   | 오정미, 이창동  | 후보 | [ 14 ]        |
| 제27회 부일영화상                                   | 촬영상                                                   | 홍경표          | 후보 | [ 14 ]        |
| 제27회 부일영화상                                   | 음악상                                                   | 모그            | 수상 | [ 14 ]        |
| 제51회 시체스 영화제                                | 최우수 작품상 (공식 판타스틱 경쟁)                       | 버닝 (이창동)   | 후보 | [ 15 ] [ 16 ] |
| 제2회 핑야오 국제 영화제                            | 2018 와호장룡 동서 교류 공헌상                           | 이창동          | 수상 | [ 17 ]        |
| 제10회 애들레이드 영화제                            | 국제 작품상 (국제 경쟁)                                  | 버닝 (이창동)   | 후보 | [ 18 ]        |
| 제55회 대종상                                       | 작품상                                                   | 버닝            | 수상 | [ 19 ]        |
| 제55회 대종상                                       | 감독상                                                   | 이창동          | 후보 | [ 19 ]        |
| 제55회 대종상                                       | 남우주연상                                               | 유아인          | 후보 | [ 19 ]        |
| 제55회 대종상                                       | 남우조연상                                               | 스티븐 연       | 후보 | [ 19 ]        |
| 제55회 대종상                                       | 신인여우상                                               | 전종서          | 후보 | [ 19 ]        |
| 제55회 대종상                                       | 촬영상                                                   | 홍경표          | 후보 | [ 19 ]        |
| 제55회 대종상                                       | 조명상                                                   | 김창호          | 후보 | [ 19 ]        |
| 제55회 대종상                                       | 음악상                                                   | 모그            | 후보 | [ 19 ]        |
| 제2회 더 서울어워즈                                 | 영화 대상                                                | 버닝            | 후보 | [ 20 ]        |
| 제2회 더 서울어워즈                                 | 영화 부문 남우주연상                                     | 유아인          | 후보 | [ 20 ]        |
| 제2회 더 서울어워즈                                 | 영화 부문 여우신인상                                     | 전종서          | 후보 | [ 20 ]        |
| 제38회 한국영화평론가협회상                         | 촬영상                                                   | 홍경표          | 수상 |               |
| 제38회 한국영화평론가협회상                         | FIPRESCI 한국본부상                                      | 버닝            | 수상 |               |
| 제38회 한국영화평론가협회상                         | 올해의 영화 11선                                         | 버닝            | 수상 |               |
| 제3회 프렌치 시네마 투어(Tour du cinéma français)   | 에뚜왈 뒤 시네마(Etoile du cinéma) 상                    | 버닝            | 수상 | [ 21 ]        |
| 제28회 오슬로 필름 프롬 더 사우스 영화제            | 실버 미러 상 (메인 경쟁)                                 | 버닝 (이창동)   | 수상 | [ 22 ] [ 23 ] |
| 제28회 오슬로 필름 프롬 더 사우스 영화제            | 관객상                                                   | 버닝 (이창동)   | 후보 | [ 22 ] [ 23 ] |
| 제7회 키웨스트 영화제                               | 관객상 부문 최우수 외국어 영화상                         | 버닝 (이창동)   | 수상 | [ 24 ]        |
| 제29회 스톡홀름 국제 영화제                         | FIPRESCI상 (오픈 존)                                     | 버닝 (이창동)   | 후보 | [ 25 ]        |
| 제39회 청룡영화상                                   | 남우주연상                                               | 유아인          | 후보 | [ 26 ]        |
| 제39회 청룡영화상                                   | 남우조연상                                               | 스티븐 연       | 후보 | [ 26 ]        |
| 제39회 청룡영화상                                   | 신인여우상                                               | 전종서          | 후보 | [ 26 ]        |
| 제39회 청룡영화상                                   | 음악상                                                   | 모그            | 후보 | [ 26 ]        |
| 제90회 전미 비평가 위원회(National Board of Review) | Top 5 외국어 영화                                        | 버닝            | 수상 | [ 27 ]        |
| 제12회 아시아 태평양 스크린 어워즈                  | 최우수작품상                                             | 버닝            | 후보 | [ 28 ] [ 29 ] |
| 제12회 아시아 태평양 스크린 어워즈                  | 심사위원대상                                             | 버닝            | 수상 | [ 28 ] [ 29 ] |
| 제12회 아시아 태평양 스크린 어워즈                  | 각본상                                                   | 오정미, 이창동  | 후보 | [ 28 ] [ 29 ] |
| 제17회 워싱턴 D.C. 영화 비평가 협회 시상식          | 최우수 외국어 영화상                                     | 버닝            | 후보 | [ 30 ]        |
| 제19회 부산영화평론가협회상                         | 기술상                                                   | 홍경표(촬영)    | 수상 | [ 31 ]        |
| 제2회 로스앤젤레스 온라인 비평가 협회 시상식        | 최우수 외국 영화상                                       | 버닝            | 후보 | [ 32 ]        |
| 제31회 시카고 영화 비평가 협회 시상식               | 최우수 외국어 영화상                                     | 버닝            | 후보 |               |
| 제31회 시카고 영화 비평가 협회 시상식               | 남우조연상                                               | 스티븐 연       | 후보 |               |
| 제22회 토론토 영화 비평가 협회 시상식               | 최우수 작품상                                            | 버닝            | 2위  | [ 33 ]        |
| 제22회 토론토 영화 비평가 협회 시상식               | 최우수 외국어 영화상                                     | 버닝            | 수상 | [ 33 ]        |
| 제22회 토론토 영화 비평가 협회 시상식               | 감독상                                                   | 이창동          | 2위  | [ 33 ]        |
| 제22회 토론토 영화 비평가 협회 시상식               | 남우조연상                                               | 스티븐 연       | 수상 | [ 33 ]        |
| 제44회 로스앤젤레스 영화 비평가 협회 시상식         | 최우수 작품상                                            | 버닝            | 2위  | [ 34 ]        |
| 제44회 로스앤젤레스 영화 비평가 협회 시상식         | 최우수 외국어 영화상                                     | 버닝            | 수상 | [ 34 ]        |
| 제44회 로스앤젤레스 영화 비평가 협회 시상식         | 남우조연상                                               | 스티븐 연       | 수상 | [ 34 ]        |
| 제17회 샌프란시스코 영화 비평가 협회 시상식         | 최우수 외국어 영화상                                     | 버닝            | 후보 |               |
| 제3회 뉴멕시코 영화 비평가 협회 시상식              | 최우수 작품상                                            | 버닝            | 2위  |               |
| 제3회 뉴멕시코 영화 비평가 협회 시상식              | 최우수 외국어 영화상                                     | 버닝            | 수상 |               |
| 제3회 뉴멕시코 영화 비평가 협회 시상식              | 감독상                                                   | 이창동          | 2위  |               |
| 제3회 뉴멕시코 영화 비평가 협회 시상식              | 각색상                                                   | 오정미, 이창동  | 수상 |               |
| 제1회 런던 영화 주간(London Film Week)              | 최우수 작품상                                            | 버닝 (이창동)   | 수상 | [ 35 ]        |
| 제1회 런던 영화 주간(London Film Week)              | 감독상                                                   | 이창동          | 수상 | [ 35 ]        |
| 제1회 런던 영화 주간(London Film Week)              | 각본상                                                   | 오정미, 이창동  | 수상 | [ 35 ]        |
| 제18회 디렉터스 컷 시상식                           | 올해의 특별언급                                          | 버닝            | 수상 |               |
| 제18회 디렉터스 컷 시상식                           | 올해의 감독상                                            | 이창동          | 후보 |               |
| 제18회 디렉터스 컷 시상식                           | 올해의 각본상                                            | 오정미, 이창동  | 후보 |               |
| 제5회 피닉스 비평가 협회 시상식                     | 최우수 외국어 영화상                                     | 버닝            | 후보 |               |
| 제76회 유타 영화 비평가 협회 시상식                 | 비영어 영화상                                            | 버닝            | 2위  |               |
| 제39회 보스턴 영화 비평가 협회 시상식               | 남우조연상                                               | 스티븐 연       | 2위  |               |
| 제3회 시애틀 영화 비평가 협회 시상식                | 최우수 외국어 영화상                                     | 버닝            | 후보 |               |
| 제3회 시애틀 영화 비평가 협회 시상식                | 남우조연상                                               | 스티븐 연       | 후보 |               |
| 제25회 댈러스-포트워스 영화 비평가 협회 시상식      | 최우수 외국어 영화상                                     | 버닝            | 4위  |               |
| 제18회 밴쿠버 영화 비평가 협회 시상식               | 최우수 외국어 영화상                                     | 버닝            | 후보 |               |
| 제18회 밴쿠버 영화 비평가 협회 시상식               | 남우조연상                                               | 스티븐 연       | 후보 |               |
| 제14회 노스텍사스 영화 비평가 협회 시상식           | 최우수 외국어 영화상                                     | 버닝            | 3위  |               |
| 제23회 플로리다 영화 비평가 협회 시상식             | 최우수 외국어 영화상                                     | 버닝            | 후보 |               |
| 제23회 플로리다 영화 비평가 협회 시상식             | 남우조연상                                               | 스티븐 연       | 수상 |               |
| 제1회 그레이터 웨스턴 뉴욕 영화 비평가 협회 시상식  | 최우수 작품상                                            | 버닝            | 후보 |               |
| 제1회 그레이터 웨스턴 뉴욕 영화 비평가 협회 시상식  | 최우수 외국 영화상                                       | 버닝            | 수상 |               |
| 제1회 그레이터 웨스턴 뉴욕 영화 비평가 협회 시상식  | 감독상                                                   | 이창동          | 후보 |               |
| 제1회 그레이터 웨스턴 뉴욕 영화 비평가 협회 시상식  | 남우조연상                                               | 스티븐 연       | 수상 |               |
| 제1회 그레이터 웨스턴 뉴욕 영화 비평가 협회 시상식  | 각색상                                                   | 오정미, 이창동  | 후보 |               |

### 2019년
| 시상식                                                      | 상                                            | 수상/후보자(작) | 결과 | 출처          |
| ----------------------------------------------------------- | --------------------------------------------- | --------------- | ---- | ------------- |
| 제7회 노스캐롤리나 영화 비평가 협회 시상식                  | 최우수 외국어 영화상                          | 버닝            | 후보 |               |
| 제22회 온라인 영화 비평가 협회 시상식                       | 최우수 비영어 영화상                          | 버닝            | 후보 |               |
| 제22회 온라인 영화 비평가 협회 시상식                       | 남우조연상                                    | 스티븐 연       | 후보 |               |
| 제12회 휴스턴 영화 비평가 협회 시상식                       | 최우수 외국어 영화상                          | 버닝            | 후보 |               |
| 제17회 콜럼버스 영화 비평가 협회 시상식                     | 최우수 외국어 영화상                          | 버닝            | 2위  |               |
| 제17회 콜럼버스 영화 비평가 협회 시상식                     | 각색상                                        | 오정미, 이창동  | 2위  |               |
| 제53회 전미 비평가 협회 시상식                              | 최우수 작품상                                 | 버닝            | 3위  |               |
| 제53회 전미 비평가 협회 시상식                              | 최우수 외국어 영화상                          | 버닝            | 3위  |               |
| 제53회 전미 비평가 협회 시상식                              | 감독상                                        | 이창동          | 2위  |               |
| 제53회 전미 비평가 협회 시상식                              | 남우조연상                                    | 스티븐 연       | 수상 |               |
| 제14회 오스틴 영화 비평가 협회 시상식                       | 최우수 외국어 영화상                          | 버닝            | 수상 |               |
| 제14회 오스틴 영화 비평가 협회 시상식                       | 남우조연상                                    | 스티븐 연       | 후보 |               |
| 제14회 오스틴 영화 비평가 협회 시상식                       | 촬영상                                        | 홍경표          | 후보 |               |
| 제10회 도리안 어워즈(게이&레즈비언 영화 비평가 협회 시상식) | 올해의 외국어 영화상                          | 버닝            | 후보 |               |
| 제4회 프랑스 비평가 협회 Club Média Ciné 시상식             | 외국어 영화 부문 그랑프리(Lauriers du Cinéma) | 버닝            | 수상 |               |
| 제12회 여성 영화 기자 협회 EDA 시상식                       | 최우수 비영어 영화상                          | 버닝            | 후보 |               |
| 제8회 조지아 영화 비평가 협회 시상식                        | 최우수 외국 영화상                            | 버닝            | 후보 |               |
| 제10회 덴버 영화 비평가 협회 시상식                         | 최우수 외국어 영화상                          | 버닝            | 후보 |               |
| 제3회 하와이 영화 비평가 협회 시상식                        | 최우수 외국어 영화상                          | 버닝            | 후보 |               |
| 제30회 팜스프링스 국제 영화제                               | FIPRESCI 최우수 외국어 영화상                 | 버닝 (이창동)   | 후보 |               |
| 제30회 팜스프링스 국제 영화제                               | Ricky Jay Magic of Cinema 상                  | 버닝 (이창동)   | 후보 |               |
| 제24회 크리틱스 초이스 영화상                               | 최우수 외국어 영화상                          | 버닝            | 후보 |               |
| 제1회 라티노 연예 기자 협회 시상식                          | 최우수 외국어 영화상                          | 버닝            | 후보 |               |
| 제10회 올해의 영화상                                        | 감독상                                        | 이창동          | 수상 |               |
| 제16회 아메리칸 필름 어워즈                                 | 최고의 드라마 영화                            | 버닝            | 수상 | [ 37 ]        |
| 제16회 아메리칸 필름 어워즈                                 | 최고의 아시아 영화                            | 버닝            | 후보 | [ 37 ]        |
| 제16회 아메리칸 필름 어워즈                                 | 감독상                                        | 이창동          | 후보 | [ 37 ]        |
| 제34회 산타바바라 국제 영화제                               | 버투소 상                                     | 스티븐 연       | 수상 |               |
| 제38회 벨기에 영화 프레스 연합 시상식                       | 대상(그랑프리)                                | 버닝            | 수상 | [ 38 ] [ 39 ] |
| 제3회 시카고 독립 영화 비평가 협회 시상식                   | 최우수 외국 영화상                            | 버닝            | 후보 |               |
| 제23회 온라인 영화 & 텔레비전 협회 시상식                   | 최우수 외국어 영화상                          | 버닝            | 후보 |               |
| 제37회 로베르트상                                           | 올해의 비영어 영화상                          | 버닝            | 후보 |               |
| 제16회 인터내셔널 시네필 소사이어티 어워즈                  | 최우수 작품상                                 | 버닝            | 2위  |               |
| 제16회 인터내셔널 시네필 소사이어티 어워즈                  | 최우수 비영어 작품상                          | 버닝            | 2위  |               |
| 제16회 인터내셔널 시네필 소사이어티 어워즈                  | 감독상                                        | 이창동          | 후보 |               |
| 제16회 인터내셔널 시네필 소사이어티 어워즈                  | 남우주연상                                    | 유아인          | 후보 |               |
| 제16회 인터내셔널 시네필 소사이어티 어워즈                  | 남우조연상                                    | 스티븐 연       | 2위  |               |
| 제16회 인터내셔널 시네필 소사이어티 어워즈                  | 여우조연상                                    | 전종서          | 후보 |               |
| 제16회 인터내셔널 시네필 소사이어티 어워즈                  | 각색상                                        | 오정미, 이창동  | 수상 |               |
| 제16회 인터내셔널 시네필 소사이어티 어워즈                  | 촬영상                                        | 홍경표          | 후보 |               |
| 제16회 인터내셔널 시네필 소사이어티 어워즈                  | 음악상                                        | 모그            | 2위  |               |
| 제29회 Prix des auditeurs du Masque et la Plume             | 외국어 영화부문 관객상                        | 버닝            | 5위  |               |
| 제33회 인디펜던트 스피릿 어워즈                             | 최우수 국제 영화상                            | 버닝            | 후보 | [ 40 ]        |
| 제72회 보딜상                                               | 최우수 비(非)미국 영화상                      | 버닝            | 후보 | [ 41 ]        |
| 제36회 마이애미 영화제                                      | Knight MARIMBAS 상                            | 버닝 (이창동)   | 후보 | [ 42 ]        |
| 제36회 마이애미 영화제                                      | Alacran 영화음악상                            | 모그            | 수상 |               |
| 제25회 Chlotrudis 시상식                                    | 최우수 작품상                                 | 버닝            | 후보 |               |
| 제25회 Chlotrudis 시상식                                    | 남우조연상                                    | 스티븐 연       | 후보 |               |
| 제25회 Chlotrudis 시상식                                    | 여우조연상                                    | 전종서          | 후보 |               |
| 제13회 아시안 필름 어워드                                   | 최우수 작품상                                 | 버닝            | 후보 |               |
| 제13회 아시안 필름 어워드                                   | 감독상                                        | 이창동          | 수상 |               |
| 제13회 아시안 필름 어워드                                   | 공로상                                        | 이창동          | 수상 |               |
| 제13회 아시안 필름 어워드                                   | 남우주연상                                    | 유아인          | 후보 |               |
| 제13회 아시안 필름 어워드                                   | 각본상                                        | 오정미, 이창동  | 후보 |               |
| 제13회 아시안 필름 어워드                                   | 촬영상                                        | 홍경표          | 후보 |               |
| 제13회 아시안 필름 어워드                                   | 미술상                                        | 신점희          | 후보 |               |
| 제13회 아시안 필름 어워드                                   | 음향상                                        | 이승철          | 후보 |               |
| 제13회 아시안 필름 어워드                                   | 신인배우상                                    | 전종서          | 후보 |               |
| 제17회 피렌체 한국 영화제                                   | 오리종티 코리아니 (경쟁 부문)                 | 버닝 (이창동)   | 수상 |               |
| 제17회 피렌체 한국 영화제                                   | 관객상                                        | 버닝 (이창동)   | 2위  |               |
| 제7회 MOOV 영화제                                           | Sembène 상 (경쟁 부문)                        | 버닝 (이창동)   | 수상 | [ 43 ]        |
| 제55회 백상예술대상                                         | 영화부문 작품상                               | 버닝            | 후보 |               |
| 제55회 백상예술대상                                         | 영화부문 감독상                               | 이창동          | 후보 |               |
| 제55회 백상예술대상                                         | 영화부문 남우주연상                           | 유아인          | 후보 |               |
| 제55회 백상예술대상                                         | 영화부문 남우조연상                           | 스티븐 연       | 후보 |               |
| 제55회 백상예술대상                                         | 영화부문 신인여우상                           | 전종서          | 후보 |               |
| 제55회 백상예술대상                                         | 영화부문 예술상                               | 홍경표(촬영)    | 수상 |               |
| 제16회 인디 리스보아 영화제                                 | 최우수 장편영화상 (Silvestre 부문)            | 버닝 (이창동)   | 후보 |               |
| 제20회 골든 트레일러 어워드                                 | 최우수 외국 포스터상                          | 버닝            | 후보 |               |
| 제20회 골든 트레일러 어워드                                 | 최우수 외국 스릴러 예고편상                   | 버닝            | 후보 |               |
| 제24회 춘사영화상                                           | 최우수 감독상                                 | 이창동          | 후보 |               |
| 제24회 춘사영화상                                           | 남우주연상                                    | 유아인          | 후보 |               |
| 제24회 춘사영화상                                           | 남우조연상                                    | 스티븐 연       | 수상 |               |
| 제24회 춘사영화상                                           | 신인여우상                                    | 전종서          | 후보 |               |
| 제24회 춘사영화상                                           | 기술상                                        | 홍경표(촬영)    | 후보 |               |
| 제45회 새턴상                                               | 최우수 국제 작품상                            | 버닝            | 수상 |               |
| 제45회 새턴상                                               | 남우조연상                                    | 스티븐 연       | 후보 |               |
| 제45회 새턴상                                               | 각본상                                        | 오정미, 이창동  | 후보 |               |
| 제5회 시네리브리 국제 도서영화제                            | 최우수 문학 각색 작품상 (경쟁 부문)           | 버닝 (이창동)   | 수상 |               |
| 제24회 브라질 과라니 상                                     | 최우수 외국 작품상                            | 버닝            | 후보 |               |

### 2020년
| 시상식                                    | 상                            | 수상/후보자(작) | 결과 | 출처   |
| ----------------------------------------- | ----------------------------- | --------------- | ---- | ------ |
| 제14회 호주 영화 비평가 협회 시상식       | 최우수 국제 영화상 외국어부문 | 버닝            | 후보 |        |
| 제74회 마이니치 영화 콩쿠르               | 최우수 외국 영화상            | 버닝            | 후보 |        |
| 제93회 키네마 준보상                      | 최우수 외국어 영화상          | 버닝            | 10위 | [ 44 ] |
| 제52회 터키 영화 평론가 협회 SIYAD 시상식 | 최우수 외국 작품상            | 버닝            | 3위  |        |

## 비공식 수상 및 예비 후보
- 2018 Mostreiros 어워즈 (제42회 상파울루 국제 영화제) 최우수작품(Leon de Ouro)[45]
- 제91회 아카데미 시상식 최우수 외국어 영화상 부문 1차 후보
- 제21회 아시아영화평론가협회상
  - 감독상(이창동), 신인상(전종서) 수상
  - 작품상, 남우주연상(유아인), 남우조연상(스티븐 연), 각본상(오정미, 이창동) 후보
- 씨네21 올해의 한국영화 1위, 올해의 감독(이창동), 올해의 촬영(홍경표)
- 제28회 어워즈 서킷 커뮤니티 시상식 최우수 외국어 영화상 후보[46]
- 제17회 골드 더비 시상식 최우수 외국어 영화상 후보[47]
- 제17회 인터내셔널 온라인 시네마 어워즈
  - 외국어영화상, 남우조연상(스티븐 연), 각색상(오정미, 이창동) 수상
  - 작품상, 감독상(이창동), 여우조연상(전종서) 후보[48]

## 주요 리스트 선정

《버닝》 해외 포스터

### 2018년
- 카예 뒤 시네마 2018년 올해의 영화 Top10 중 4위[49]
- 인디와이어 2018년 올해의 영화 Top10 중 7위[50]
- 인디와이어 2018년 올해의 영화적 순간들 Top25 중 6위[51]
- 뉴욕 타임스 2018년 올해의 영화 Top10 중 2위[52]
- 뉴욕 타임스 2018년 올해의 배우 12명 중 1명(유아인)[53]
- 롤링 스톤 2018년 올해의 영화 Top20 중 12위[54]
- 영국 영화 협회 사이트 & 사운드 2018년 올해의 영화 3위[55]
- Ringer 2018년 올해의 영화 Top10 중 1위
- Dazed 2018년 올해의 영화 Top12 중 9위
- La Septiemeobession 2018년 올해의 영화 Top10 중 5위
- 엔터테인먼트 위클리 2018년 올해의 영화 Top18
- 플레이리스트 2018년 올해의 영화 Top25 중 5위[56]
- 플레이리스트 2018년 최고의 연기(유아인)[57]
- LA 타임스 2018년 올해의 영화[58]
- 링컨센터영화협회 필름코멘트 2018년 올해의 영화 Top20 중 2위[59]
- 할리우드 리포터 2018년 올해의 영화[60]
- 할리우드 리포터 15 International Breakout Talents of 2018(전종서)
- 인디와이어 크리틱스 폴 2018년 최고의 영화 3위, 감독(이창동) 2위, 남우조연(스티븐 연) 1위, 각본 5위, 외국어영화 2위[61]
- NPR의 2018년 15 Favorite Movies 중 하나[62]
- 버라이어티 2018년 올해의 영화 Top10 중 9위[63]
- 로저에버트 2018년 최고의 영화 10 중 9위[64]
- AP 2018년 최고의 영화 1위[65]
- 에스콰이어 13 Great Movie Performances from 2018(유아인)[66]
- 코리아타임스 2018년 최고의 한국영화 1위[67]
- 슬랜트 매거진 2018년 올해의 영화 2위[68]
- The A.V. Club 2018년 올해의 영화 1위[69]
- Film School Rejects 2018년 올해의 영화 50 중 27위[70]
- 시네마 스코프 2018년 최고의 영화 Top10 중 8위[71]
- 비평가 하스미 시게히코의 2018년 올해의 영화 Top10 중 8위
- 토론토영화제 프로그래머 James Quandt의 2018년 올해의 영화 Top10

### 2019년
- 쿨툴라 2019 작가가 선정한 올해의 영화
- 가디언 2019 최고의 영화 Top10 중 8위[72]
- 데일리 텔레그래프 2019년 최고의 영화 Top23 중 7위[73]
- 인디펜던트 2019년 최고의 영화 Top20 중 11위[74]
- The Wee Review 2019년의 영화 중 10위[75]
- 독일 Filmstarts 2019 최고의 영화 Top10 중 1위[76]
- 오스트리아 디프레세 2019년의 영화 Top17[77]
- 이탈리아 시네포럼 2019 최고의 영화 Top10[78]

### 2010년대
- 가디언 21세기 최고의 영화 100 중 85위[79]
- 롤링 스톤 2010년대 최고의 영화 Top50 중 12위[80]
- 링컨센터영화협회 필름코멘트 2010년대 최고의 영화 Top50 중 18위[81]
- 슬랜트 매거진 2010년대 최고의 영화 100 중 37위[82]
- 보스턴 글로브 2010년대 최고의 영화 50 중 42위[83]
- Insider 2010년대 최고의 영화 100 중 48위[84]
- 테이스트 오브 시네마 2010년대 비영어 영화 Top25 중 2위[85]
- 테이스트 오브 시네마 10년간 가장 섬세한 연기 Top10 중 1명(유아인)[86]
- 플레이리스트 2010년대 최고의 영화 Top100 중 1위[87]
- 플레이리스트 2010년대 최고의 연기 10위(스티븐 연)[88]
- 버즈피드 2010년대 가장 상징적인 TV와 영화 캐릭터 중 1명(이종수)[89]
- The Young Folks 2010년대 최고의 영화 50 중 13위[90]
- 컨시퀀스 오브 사운드 2010년대 영화 Top100 중 80위[91]
- 토론토 영화제 시네마테크 최근 10년간 최고의 영화 중 공동 10위[92]
- 인디와이어 최근 10년간 최고의 영화 100 중 22위[93]
- Film School Rejects 2010년대 최고의 영화 100 중 28위[94]
- The A.V. Club 2010년대 최고의 영화 Top100 중 32위[95]
- Paste 2010년대 최고의 영화 100 중 40위[96]
- 촬영감독 아녜스 고다르의 최근 10년간 Top10 중 2위
- 인터내셔널 시네필 소사이어티 지난 10년간 최고의 영화 100 중 27위

## 같이 보기
- 2018년 대한민국의 영화 목록